# Anna węgierska
Anna węgierska (ur. ok. 1260; zm. 1281) – królewna węgierska, pierwsza żona Andronika II Paleologa.

## Życiorys
Anna była córką króla Węgier Stefana V i Elżbiety Kumanki.
8 listopada 1273 poślubiła cesarza bizantyjskiego Andronika II. Para miała dwóch synów:
- Michała IX Paleologa
- Konstantyna Paleologa - despotesa.